# Ростра
Ростра (лат. rostra, множественное число от лат. rostrum — нос, клюв) — носовая часть античного корабля.
Ко всей носовой части корабля название перешло от орудия Ростр — тарана в виде выступающего вперед бревна, с бронзовым или железным наконечником. Древние греки делали носовые части (нос — прора (πρώρα), передняя часть) своих кораблей в виде острия, тарана. В Древнем Риме корабли украшали носовыми фигурами львов, драконов, сирен, изображениями богини победы Виктории, удачи — Фортуны, бога морей Нептуна. Подводные тараны, обитые медью, в носовой части корабля римляне также называли рострами.
В 338 году до нашей эры в Риме, между Комицием (местом собраний патрициев по куриям) и Римским Форумом, возвели ораторскую трибуну — помост, украшенный носами вражеских кораблей, захваченных консулом Гаем Мением в морском сражении с флотом Антия, города в 45 км к югу от Рима. Это сооружение вначале называли templum (освященное место), а затем rostrum. К рострам прикрепили бронзовые доски — «законы двенадцати таблиц».
Старую трибуну на Форуме украшали 6 ростр. Трибуну неоднократно перестраивали. При Октавиане Августе в 42 году до нашей эры её облицевали мрамором. Остатки трибуны сохранились южнее арки Септимия Севера. Большой помост (24 Х 12 метров) имел около трёх метров высоты и 39 отлитых из бронзы ростр, установленных в два ряда (20 в верхнем и 19 в нижнем). В 31 году до нашей эры Октавиан Август построил вторую трибуну, симметричную первой, в честь победы над Антонием и Клеопатрой в морском сражении у мыса Актиум. Её также украшали ростры кораблей. В период 1-й Пунической войны (в 260 году до нашей эры) в честь победы над карфагенянами в морском сражении при Милах в центре Форума была сооружена ростральная колонна, украшенная носами захваченных кораблей.
В дальнейшем обычай устанавливать ростральные колонны получил развитие в искусстве классицизма, неоклассицизма и ампира.